# Madurijci
Madurijci nebo také Madurci jsou třetí nejpočetnější etnickou skupinou Indonésie. Většina příslušníků tohoto etnika je soustředěna v indonéské provincii Východní Jáva, která zahrnuje i ostrov Madura, odkud Madurijci původně pocházejí. Nejrozšířenějším náboženstvím mezi Madurijci je islám, řada z nich je členy sunnitské skupiny Nahdlatul Ulama.
V současnosti žije větší část Madurijců mimo Maduru. Obvykle opouštějí ostrov kvůli špatným podmínkám pro zemědělství. V rámci transmigračních programů se dostali do mnoha regionů Indonésie, například na Kalimantanu žije již několik set tisíc Madurijců. V devadesátých letech zde došlo ke krvavému konfliktu mezi Madurijci a původními obyvateli Kalimantanu (Dajáky).
Vzhledem k nízké kvalitě půdy na Maduře se Madurijci specializují spíše na chov dobytka či rybolov než na pěstování plodin. Oblíbeným sportem jsou býčí závody.